# Ла Пунта (Комо)
Ла Пунта је насеље у Италији у округу Комо, региону Ломбардија.
Према процени из 2011. у насељу је живело 24 становника. Насеље се налази на надморској висини од 202 м.